# Манастир Сабор Српских Светитеља
Манастир Сабор Српских Светитеља подигнут је 1975. године.

## Прошлост
Манастирски станови, тј. манастир Сабор српских светитеља подигнут је 1975. године, захваљујући мудрости и довитљивости старешине оца Хризостома који је од тадашњих власти тражио дозволу да подигне планинску кућу за монахе. Било је то време када су се тешко добијале дозволе за изградњу нових цркви, али је планинска кућа прихваћена. У крајњој линији, за сваку зграду на планини може се рећи да је то планинска кућа, али ова на првом спрату има молитвеник и олтарски простор.